# Asiagomphus gongshanensis
Asiagomphus gongshanensis – gatunek ważki z rodziny gadziogłówkowatych (Gomphidae).